# Magnetyczne uwięzienie plazmy

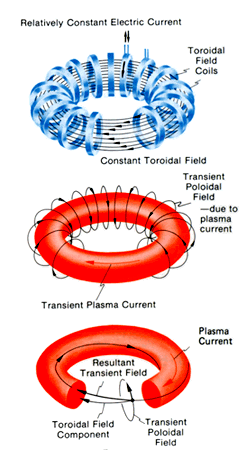
Pole magnetyczne w tokamaku

Magnetyczne uwięzienie plazmy, pułapka magnetyczna – podejście do uzyskania kontrolowanej syntezy termojądrowej, które wykorzystuje pole magnetyczne do uwięzienia paliwa dla syntezy jądrowej będącego plazmą.
Do uzyskania syntezy termojądrowej reagujące jądra muszą mieć duże prędkości co odpowiada wysokiej temperaturze plazmy. Plazmy o tak wysokiej temperaturze nie można przechowywać w naczyniu.
Do uwięzienia magnetycznego plazmy stosuje się pole magnetyczne ukształtowane w torus (tokamak) oraz zwierciadła magnetyczne.
Rozważając zachowanie się plazmy w polu magnetycznym rozpatruje się ją jako ośrodek przewodzący znajdujący się w polu magnetycznym oraz jako ruch jonu w polu magnetycznym. Jon poruszając się w polu magnetycznym porusza się po linii śrubowej wokół linii pola magnetycznego, co ogranicza jego ruch w kierunku prostopadłym do pola magnetycznego. 
Magnetyczne uwięzienie to jedna z dwóch głównych gałęzi badań nad energią syntezy jądrowej. Druga gałąź to inercyjne uwięzienie elektrostatyczne plazmy. Magnetyczne uwięzienie jest lepiej zbadane oraz rozwinięte technologicznie i jest uważane za bardziej obiecujące pod kątem produkcji energii. 500-megawatowa, generująca ciepło elektrownia syntezy jądrowej oparta na tokamakowej geometrii uwięzienia magnetycznego jest obecnie budowana we Francji (patrz ITER).
Alternatywne geometrie oraz metody łączące obie metody uwięzienia plazmy są też rozważane - patrz reaktor typu polywell.